# Pertusadina eurhyncha
Pertusadina eurhyncha är en ovanlig blomväxt som tillhör familjen måreväxter (Rubiaceae), en stor och mångsidig växtfamilj som även inkluderar kaffeväxter och gardenior. Arten beskrevs först av den nederländske botanisten Friedrich Anton Wilhelm Miquel och fick senare sitt nuvarande namn av den brittiske botanikern Colin Ernest Ridsdale.

## Egenskaper och utbredning
Denna art är en del av måreväxterna som vanligtvis återfinns i tropiska och subtropiska miljöer. Den exakta utbredningen av Pertusadina eurhyncha är inte väl dokumenterad. Inga underarter finns registrerade, vilket tyder på att den har en relativt begränsad genetisk variation.